# Витлинген
Витлинген (њем. Wittlingen) општина је у њемачкој савезној држави Баден-Виртемберг. Једно је од 35 општинских средишта округа Лерах. Према процјени из 2010. у општини је живјело 929 становника. Посједује регионалну шифру (AGS) 8336100.

## Географски и демографски подаци
Витлинген се налази у савезној држави Баден-Виртемберг у округу Лерах. Општина се налази на надморској висини од 304 метра. Површина општине износи 4,5 km². У самом мјесту је, према процјени из 2010. године, живјело 929 становника. Просјечна густина становништва износи 206 становника/km².